# Pasumcovití
Pasumcovití (Malapteruridae) jsou čeleď sumců. K červnu roku 2025 zahrnuje 19 druhů ve 2 rodech: Malapterurus Lacepède, 1803 (= Anacanthus Minding, 1832) a Paradoxoglanis Norris, 2002. K významnému navýšení počtu druhů došlo po taxonomické revizi čeledi z roku 2002. Evolučně se pasumci zřejmě odvozují v kladu sumců nazvaném „Big Africa“, jenž dále zahrnuje peřovcovité (Mochokidae), mřenkovcovité (Amphiliidae) či sumčíkovité (Schilbeidae).
Pasumcovití dorůstají maximální délky asi 1 m, zatímco nejmenší zástupci měří jen asi 6 cm. Zástupci rodu Paradoxoglanis bývají menší než zástupci Malapterurus a liší se také tříkomorovým plynovým měchýřem oproti měchýří dvoukomorovému. Zástupci pasumcovitých se vyznačují chybějící hřbetní ploutví i ploutevními trny, velkou tukovou ploutvičkou posunutou až na záď, zaobleným ocasem a pouze třemi páry vousků kolem úst. Pomocí elektrického orgánu vzniklého ze svaloviny mohou vydávat elektrické výboje, pro něž byly tyto ryby využívány i v lidovém léčitelství.
Pasumcovití se vyskytují v tropické Africe včetně povodí Nilu a jsou čistě sladkovodní.